# To tylko wiatr
To tylko wiatr (węg. Csak a szél) – węgiersko-niemiecko-francuski film z 2012 w reżyserii Benedeka Fliegaufa.

## Fabuła
Film nawiązuje do pogromów romskich, do których doszło na Węgrzech na przełomie 2008 i 2009 roku. W jednej z węgierskich wsi pod lasem mieszka Cyganka Marie z dwójką dorastających dzieci (Anną i Rio) i dziadkiem. Marie pracuje jako sprzątaczka i ma nadzieję wyjechać do Kanady, gdzie wyemigrował jej mąż. W okolicy nasilają się akty przemocy wobec Romów. W bezpośrednim sąsiedztwie Marie zamordowano romską rodzinę, a policja opieszale poszukuje sprawców, którym udało się uciec. Żyjąca w sąsiedztwie zamordowanych rodzina romska zaczyna się obawiać o swoje życie. W nocy zsuwają łóżka i śpią blisko siebie. Kiedy Marie wychodzi do pracy, jej córka do szkoły, syn Rio buduje dla rodziny schronienie w lesie. Słysząc szelesty w pobliżu domu przekonują się wzajemnie, że to tylko szum wiatru. Do domu włamuje się grupa mężczyzn z bronią, tylko Rio udaje się uciec.

## Nagrody
- 2012 - 62. MFF w Berlinie
  - Nagroda Amnesty International
  - Peace Film Award
  - Srebrny Niedźwiedź – Nagroda Grand Prix Jury

- 2012 - MFF w Stambule
  - Nagroda FACE

## Obsada
- Katalin Toldi jako Mari
- Gyöngyi Lendvai jako Anna
- Lajos Sárkány jako Rió
- György Toldi jako dziadek
- Gyula Horváth jako Ali
- Attila Egyed jako policjant Géza
- Gergely Kaszás jako ojciec
- Emese Vasvári jako ciotka Rózsi
- Zsolt Végh jako dozorca
- Kálmán Csurár
- Gyula Jungwirth
- Franciska Töröcsik